# Ротшильд, Эдуард Альфонс Джеймс де
Эдуард Альфонс Джеймс де Ротшильд (фр. Édouard Alphonse James de Rothschild; 24 февраля 1868, Париж — 30 июня 1949, Париж) — французский финансист и банкир, игрок в поло. Бронзовый призёр летних Олимпийских игр 1900 года.
Сын Альфонса Джеймса де Ротшильда.

## Спортивная карьера
Ротшильд также занимался поло и стал бронзовым призёром летних Олимпийских игр 1900.
На Играх он входил в состав второй смешанной команды, которая сразу прошла в полуфинал, но проиграла там первой смешанной сборной. Несмотря на это, она заняла третье место и выиграла бронзовые медали.